# فيروهورتونولايت
الفيروهورتونولايت (بالإنجليزية: Ferrohortonolite )‏ هو معدن ضمن سلاسل الزبرجد الزيتوني يتألف من 70 % إلى 90 % فيلايت و 30 % إلى 10 % فورستيرايت.